# Kawamata Katsuji
Kawamata Katsuji (japanisch 川又 克二; geboren 1. März 1905 in Mito (Präfektur Ibaraki); gestorben 19. März 1986) war ein japanischer Unternehmer.

## Leben und Wirken
Kawamata Katsuji machte 1929 seinen Abschluss an der „Tōkyō University of Commerce“ (東京商科大学, Tōkyō shōka daigaku), der Vorläufereinrichtung der Universität Hitotsubashi. Er arbeitete zunächst für die die „Industrial Bank of Japan“, wechselte 1947 als Geschäftsführer zum Automobilhersteller Nissan. Er persönlich kümmerte sich um die Arbeiterunruhen in der Firma und konnte ein stabiles Unternehmer-Arbeiter-Verhältnis etablieren. 1957 wurde er Präsident des Automobilherstellers.
Unter ihm wurde 1959 der kleine Personenwagen „Bluebird“ entwickelt, der den Erwerb eines Autos auch bei geringerem Einkommen möglich machte. Die danach entwickelten Modelle, 1960 der Mittelklassewagen „Cedric“, 1965 das Luxusmodell „President“ und 1966 das Modell für den Massenmarkt „Sunny“, waren ebenfalls erfolgreich. 1966 übernahm und integrierte Kawamata die „Prince Motor Corporation“, wodurch Nissan zu einem führenden Automobilhersteller wurde.
Kawamata war von 1962 zehn Jahre Präsident des „Japanischen Automobilindustrieverbandes“, ab 1972 Vizepräsident des „Verbandes der japanischen Wirtschaftsorganisationen“ und von 1980 bis 1985 Vizepräsident des neuformierten Verbandes.